# 蘇里查塔山
16°02′37″S 70°14′17″W / 16.04361°S 70.23806°W
蘇里查塔山（Surichata），是秘魯的山峰，位於該國東南部普諾大區，由聖安東尼奧區和皮查卡尼區負責管轄，屬於安地斯山脈的一部分，海拔高度4,800米。